# Patsy Kensit
Patsy Kensit, celým jménem Patricia Jude Francis Kensit (* 4. března 1968 v Londýně, Spojené království) je britská modelka, herečka a zpěvačka. Jejím otcem byl obchodník, který prodával převážně starožitnosti a matkou agentka kosmetické firmy Dior, která ji podporovala v uměleckých aktivitách. Poprvé se v televizi objevila ve čtyřech letech v reklamě pro Birds Eye na zmrazený hrách. V roce 1972 obdržela svoji první velkou obrazovkou roli ve filmu For the Love of Ada. Její další filmová role byla o dva roky později ve snímku Velký Gatsby.
Roku 1987 nazpívala duet La luce buona delle stelle(šťastné světlo hvězd) s italským popovým zpěvákem Erosem Ramazzottim na jeho albu In certi momenti a později natočila na tuto skladbu i videoklip.

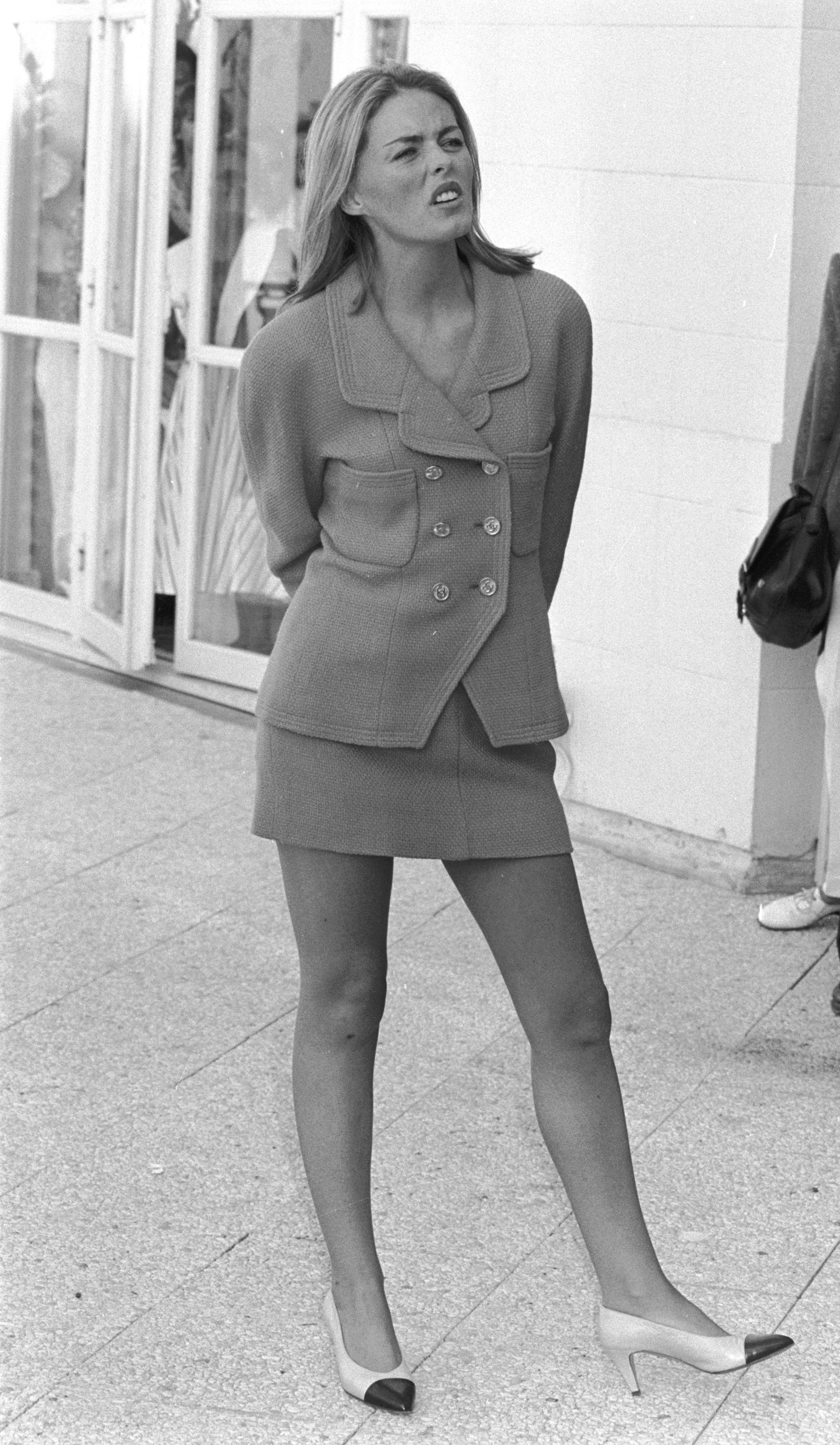
Kensit ve Francii (1991)

V současné době často účinkuje v televizi, kde zaujala svou titulní rolí populární americké herečky v životopisném snímku Láska a zrada. Dále se jako host objevila v seriálu Tales from the Crypt (Příběhy ze záhrobí - ČTV).

## Filmografie, výběr
- 1972 Birds Eye (TV reklama)
- 1974 Velký Gatsby
- 1974 Gold
- 1976 The Blue Bird
- 1978 Quiet as a Nun
- 1978 Lady Oscar
- 1979 Hanover Street
- 1981 Nadějné vyhlídky (televizní seriál)
- 1982 Pollyanna
- 1982 Luna (televizní seriál)
- 1984 Diana (televizní seriál)
- 1985 Silas Marner (TV)
- 1986 Úplní začátečníci
- 1989 Smrtonosná zbraň 2
- 1990 Der Skipper
- 1990 Prý jsme manželé (televizní film)
- 1991 Twenty-One
- 1991 Timebomb
- 1992 Sveďte to na poslíčka
- 1993 Full Eclipse (televizní film)
- 1994 Návrat mrtvých
- 1995 Andělé a hmyz
- 1995 Love and Betrayal: The Mia Farrow Story
- 2000 Best
- 2002 Začalo to v kuchyni
- 2003 Harlequin Romance Series: At the Midnight Hour
- 2004 Emmerdale (televizní seriál)
- 2004 Bo' Selecta! (TV)
- 2006 Played
- 2007 Holby City (TV)
- 2008 Who Do You Think You Are? (TV)
- 2008 Gordon Ramsay: Cookalong Live (TV)
- 2009 The Graham Norton Show (TV)
- 2009 Chris Moyles' Quiz Night (TV)